# Pachacámac (distrito)
O distrito de Pachacámac é um dos quarenta e três distritos que formam a Província de Lima, pertencente a Região Lima, na zona central do Peru.

## Política
O prefeito é Guillermo Elvis Pómez Cano (2019-2022).

## Transporte
O distrito de Pachacámac é servido pela seguinte rodovia:
- LM-119, que liga o distrito de Santa Anita à cidade de Sangallaya[1][2][3]